# Les Chasseurs de salut
Pour plus de détails, voir Fiche technique et Distribution.
Les Chasseurs de salut (The Salvation Hunters) est un film muet américain réalisé par Josef von Sternberg et sorti en 1925.
C'est le premier film du réalisateur, qui lui a permis d'attirer l'attention de sociétés de productions telles que Metro-Goldwyn-Mayer et Paramount Pictures. Il a voulu réaliser un film en réaction contre le cinéma d'Hollywood des années 1920. Le film est considéré comme expérimental, avec un travail remarqué sur le cadrage et l'éclairage, et aussi comme le premier film réellement indépendant réalisé en-dehors du circuit des studios de l'époque.

## Synopsis
Un garçon et une fille vivent sur un bateau. Le patron essaye de séduire la jeune fille, mais elle le repousse. Après une bagarre, ils décident de partir tenter leur chance en ville.

## Fiche technique
- Titre original : The Salvation Hunters
- Réalisation : Josef von Sternberg
- Assistant réalisateur : Paul Cain
- Scénario : Josef von Sternberg
- Production : 	Josef von Sternberg
- Distribution : United Artists
- Photographie : Edward Ghelle
- Lieu de tournage : Los Angeles en décors naturels
- Durée : 65 minutes
- Date de sortie : 
  - États-Unis : 15 février 1925

## Distribution

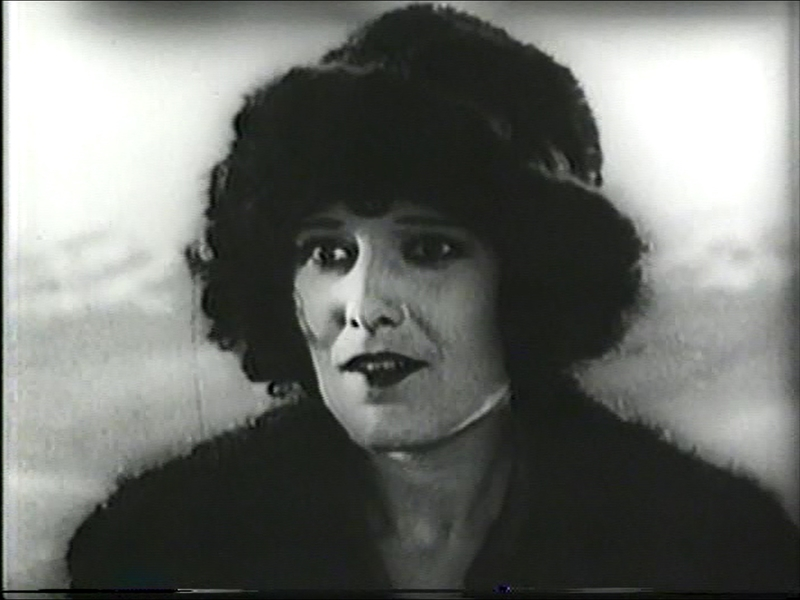
Georgia Hale en 1925

- George K. Arthur : le garçon
- Georgia Hale : la fille
- Bruce Guerin : l'enfant
- Otto Matieson : l'homme
- Nellie Bly Baker : la femme
- Olaf Hytten : la brute
- Stuart Holmes : le gentleman